# كاثي فريمان
كاثرين استريد سالومي «كاثي» فريمان (مواليد 16 فبراير 1973) هي عداءة أسترالية سابقة متخصصة في سباق 400 متر ، وأول أسترالية من السكان الاصليين تتوج بطلة أولمبية ، حاملة المدالية الذهبية في سباق 400 متر سيدات في دورة الألعاب الأولمبية الصيفية لعام 2000 ، بعد بضعة أيام من نيلها شرف أضاءت الشعلة الأولمبية ، فريمان كانت لأول مرة السكان الأصليين دورة العاب الكومنولث الميدالية الذهبية في سن 16 في عام 1990.
في 1992 كانت فريمان أول أسترالية من السكان الاصليين تمثل بلادها في الألعاب الأولمبية، وقد دفعتها إلى الواجهة مشاركتها في الفريق الذي فاز قبل عامين من ذلك بذهبية العاب الكومنولث في سباق البدل 4 مرات 100 متر حين كانت بعد في السادسة عشرة. وفي اولمبيادها الأول في برشلونة 1992 تعثرت عند حاجز ربع النهائي. وبعد عامين من 
ذلك اكتشف الجمهور الاوسترالي موهبتها الحقيقية حين أحرزت ذهبيتي ال 200 وال 400 متر في العاب الكومنولث. وقد حرصت البطلة الفخورة بجذورها على الدوران في الملعب حاملة علم السكان الاصليين الأمر الذي أغضب مدرب المنتخب الأسترالي آرثر تانستال، من غير أن يمنع رئيس الوزراء الأسترالي بول كيتينغ من تهنئتها.

## وصلات خارجية
- كاثي فريمان على موقع الاتحاد الدولي لألعاب القوى (الإنجليزية)
- كاثي فريمان على موقع النتائج التاريخية لألعاب القوى الأسترالية (الإنجليزية)
- كاثي فريمان على موقع اللجنة الأولمبية الدولية (الإنجليزية)
- كاثي فريمان على موقع أوليمبيديا (الإنجليزية)
- كاثي فريمان على موقع اللجنة الأولمبية الأسترالية (الإنجليزية)
- كاثي فريمان على موقع اتحاد ألعاب الكومنولث (مؤرشف) (الإنجليزية)
- كاثي فريمان على موقع قاعة أستراليا للمشاهير الرياضية (الإنجليزية)